# Андронов, Василий Антонович
Васи́лий Анто́нович Андро́нов (1909, с. Покровское, Пензенская губерния — 3 января 1952, Дмитров, Московская область) — Герой Советского Союза, командир отделения 375-го стрелкового полка (219-я Идрицкая стрелковая дивизия, 3-я ударная армия, 2-й Прибалтийский фронт), старший сержант.

## Биография
Родился в 1909 году в селе Покровское (ныне — Ковылкинского района Республики Мордовия) в семье крестьянина. Русский. Член КПСС с 1943 года. Образование начальное. Работал в колхозе, затем в МТС. Жил в деревне Пержево Тейковского района Ивановского района.
В Красную Армию был призван 25 марта 1942 года Тейковским райвоенкоматом Ивановской области. Службу нёс в тыловых частях, так как был признан «годным к нестроевой». Только в конце 1942 года был направлен на фронт по собственной просьбе. Член ВКП(б) с 1943 года. Отличился в боях за освобождение Прибалтики летом 1944 года.
19 июля 1944 года старший сержант Андронов в составе группы из 11 человек у поселка Рундены (близ города Лудза Латвия) был окружён противником и в течение нескольких часов вёл неравный бой. Все участники боя были посмертно представлены к геройскому званию. Но Андронов остался жив, тяжело раненый, он был подобран санитарами другой части и отправлен в госпиталь.
Все защитники безымянной высоты Указом Президиума Верховного Совета СССР от 24 марта 1945 года были удостоены звания Герой Советского Союза посмертно:
1. Старший сержант Ахметгалин, Хакимьян Рахимович (башкир),
2. Старший сержант Андронов, Василий Антонович (русский),
3. Сержант Сыроежкин, Пётр Константинович (русский),
4. Младший сержант Чернов, Матвей Степанович (чуваш),
5. Красноармеец Ашмаров, Фёдор Иванович (чуваш),
6. Красноармеец Уразов, Чутак (узбек),
7. Красноармеец Тайгараев, Тукубай (киргиз),
8. Красноармеец Абдулаев, Урунбай (узбек),
9. Красноармеец Шакуров, Яков Савельевич (татарин),
10. Красноармеец Шкураков, Михаил Ермилович (русский),
11. Красноармеец Карабаев, Тишебай.

Но трое из них остались живы. Тяжело раненого Андронова подобрали санитары другой части. Раненый и контуженный Абдуллаев попал в плен, и только через 16 лет ему были вручены заслуженные награды.
Тишебай Карабаев в критическую минуту боя струсил и сдался в плен. Дальнейшая судьба его не известна. 28 июня 1952 года Указ Президиума Верховного Совета СССР о присвоении ему звания Героя Советского Союза был отменен «в связи с необоснованным представлением».
После войны демобилизован. Жил и работал на станции Ильинская Раменского района Московской области. Умер 3 января 1952 года, находясь в санатории в городе Дмитров Московской области, и там же был похоронен.
Награждён орденом Ленина, медалями.
В городе Лудза был установлен памятник, в деревне Сунуплява — обелиск.